# Астафьева, Варвара Леонидовна
Варвара Леонидовна Астафьева (26 декабря 1863, Черниговская губерния—1 февраля 1952) — российская художница, живописец и график, акварелистка. Сестра певицы Веры Астафьевой, свойственница В. А. Беклемишева. Ученица И. И. Шишкина.

## Биография
Вольнослушатель в Петербургской Академии художеств (1884―1887), (1888―1900). В конце 1900 года получила звание художника за картины «Цветущий уголок», «Дождливые дни» и др. Выставлялась с 1891 года: выставки Общества русских акварелистов, Московского общества любителей художеств, Дамского художественного кружка.
Согласно справочнику «Весь Петроград за 1916 год», проживала на 3-й линии Васильевского острова, дом 2.
Выставлялась в Киеве: — 1945 и 1946 гг., где её имя рядом с такими известными художниками как Татьяна Яблонская, значится в иллюстрированном каталоге.
Умерла 1 февраля 1952 года. Похоронена на Байковом кладбище.
Личное дело В. Л. Астафьевой имеется в фонде Академии художеств (Российский государственный исторический архив, Ф. 789 оп. 11 1884 г.д. 177). Также свидетельства о жизни художницы есть в украинских архивах.

## Работы
- «Флоксы»[5]
- «Цветущий уголок» («Цвѣтущій уголокъ»)
- «Дождливые дни»
- «После грозы. Маки»